# 李範奭
李 範奭（イ・ボムソク、이범석、1900年10月20日 - 1972年5月11日）は、大韓民国の政治家、独立運動家である。本貫は全州李氏、広平大君の17世孫に当たる。号は鉄騏、哲琦（チョルギ、철기）。字は麟男。別名は王雲山、李国根、尹衡權、金光斗、王慕白。李承晩政権下では、初代国務総理、初代国防部長官を務めた。
父は大韓帝国の正三品官僚、日本統治時代初期に伊川郡守を務めた李文夏、1925年に結婚した妻は高麗人の独立運動家の金瑪利亜、大韓民国臨時政府の要人で後に朝鮮日報社長を務めた申錫雨は姉の夫。

## 来歴

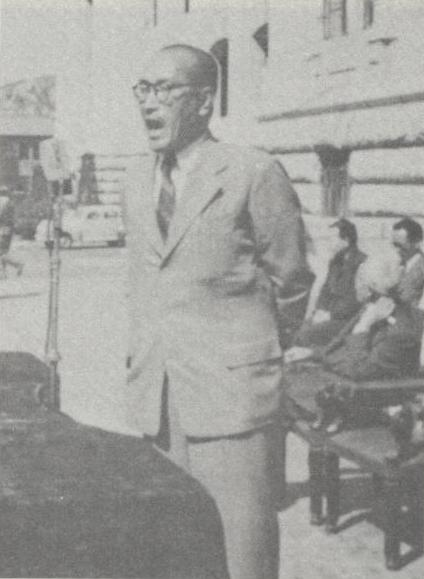
国務総理として演説する李。右後方に李承晩が座っている。

1900年、ソウルの龍洞（現・明洞）または忠清南道天安生まれ。幼少期は叔父の教育を受けた。1910年、私立長薫学校に入学するが、父が伊川郡守に赴任すると伊川の普通学校に転校した。1913年、上京して京城高等普通学校に入学。
金陵大学から一時帰国していた呂運亨から中国の実情を聞いて亡命を決心し、1915年11月、新義州を経て奉天に行き、そこで呂運亨と会って一緒に上海に向かった。上海に到着すると、申錫雨を訪ね、彼を通じて上海で活動していた独立運動家に会うこととなった。特に申圭植との出会いが人生に大きく影響を与え、李範奭に杭州の体育学校の入学を周旋した。6か月ほど通ったが、興味を持たず自主退学して上海に戻った。次に申圭植は雲南講武堂を推薦し、李範奭は申圭植の推薦状を持って金世俊、裵天澤、金鼎、崔震と共に雲南講武堂に入学した。入学のために中国人に偽らなければならず、吉林省汪清県出身で名前を李国根に変えた。1919年3月、雲南講武堂第12期騎兵科を卒業し、乾海子の騎兵部隊に配属され見習軍官として服務した。
上海に大韓民国臨時政府樹立の報を聞き、唐継尭の許可を得て1919年7月に上海に戻った。李始榮が推薦状を書き、南満州にあった私塾・新興武官学校の教官となった。徐一・金佐鎮の北路軍政署に所属し、青山里戦闘では金佐鎮のもと韓国独立軍の一隊で活躍したとされている。1922年から1925年までソビエト連邦の沿海州で高麗革命軍合同民族連隊の指揮官となるも、自由市惨変や日ソ基本条約、ロシア人妻の自殺でソ連に幻滅して1926年にトムスクを脱出してからは満州で中国軍に勤務する。
満州事変後に東北抗日義勇軍で活動。蘇炳文軍の秘書兼高級参謀、馬占山軍の作戦科長を務めた。1934年、部隊が壊滅したため、ソ連へ再び逃亡。その後、中国軍事考察団の一員としてヨーロッパ各国を視察した後、中国に帰還した。1934年、中央陸軍軍官学校洛陽分校特別班学生隊長。特別班運営を巡って金九、池青天、金元鳳で内紛が起き、金九が自身の系列の生徒を撤収させると、これに不満を抱いて教官職を辞任した。再び中国軍に戻り、楊虎城部隊の騎兵隊長、第3路軍の韓復榘部隊で高級参謀として服務した。1938年から第3集団軍第55軍の主任参謀となり、日中戦争の様々な戦闘に参戦した。1939年6月、中央訓練団党政訓練班第3期に入校し、これを卒業すると中央訓練団中隊長となった。
1940年、韓国光復軍参謀長。1942年、韓国光復軍第2支隊長を兼務。1945年2月以降は、米軍の戦略情報局（OSS）が朝鮮人隊員に情報・通信訓練を実施し、諜報員として朝鮮本土の重要拠点に侵入させるイーグル・プロジェクト（Eagle Project）を統率し、1945年8月10日には出撃を待機させたが、突如として、日本のポツダム宣言受諾の報に触れることとなり、光復軍も作戦変更を余儀なくされた。8月18日、韓国光復軍挺進軍総司令として米軍輸送機C-47で西安飛行場を離陸し、汝矣島滑走路に着陸、降伏した日本軍に対して一定の指示を与えた後、8月20日に帰還した。
解放後に帰国し、朝鮮民族青年団を創設。自分の勢力基盤とした。その後、1948年7月31日に初代国務総理に任命される。当初、李承晩は李允栄を国務総理に任命する予定であったが、国会の承認を得られず、李範奭を指名し、国会の承認を得た。8月15日に国防部長官を兼任。軍の強化を推進し、米軍事顧問団の「政治将校制度は、専制主義国が採用している独特のもので、政治的に中立であるべき民主主義国家の軍隊に必要ではない」という反対を押し切って政訓局を新設。政訓将校を育成して将兵の精神武装させるとともに第4局（特殊工作局）を設けて、対遊撃、対心理、対諜報に任じさせた。韓国軍の強化に外国軍で活躍した高級将校の入隊を呼びかけた。また戦時に将校の補充源となる護国軍や学徒護国団を編成。しかしこれらは後任の申性模によって政治的理由により解体させられた。
第2代大統領選挙では、李承晩に気に入られようとして、当選させるために暴力団を使ってテロまで起こし、悪名を轟かせた（釜山政治波動）。
その後、自由党政権下ではあまり政治の表舞台には立たなかった。1961年に民族青年団系の軍人クーデター未遂事件が起こると逮捕されたが、すぐに釈放された。同年に忠清南道から参議院議員に当選し、1963年に国民の党の設立に参加し、同党最高委員を務めた。
1972年5月11日に死去。解放前に生まれた一人息子はアメリカで生活しており、孫の1人は米海兵隊で服役していた。

## 参考資料
- 佐々木春隆『朝鮮戦争前史としての韓国独立運動の研究』国書刊行会、1985年4月20日。NDLJP:12173181。
- 木村誠・吉田光男・趙景達・馬渕貞利編集「朝鮮人物辞典」（1995年、大和書房）
- 吉倫亨「1945年、26日間の独立」吉永憲史 訳、ハガツサ 2023年
- 百年军校　将帅摇篮—纪念云南陆军讲武堂百年华诞 昆明日報（2009年10月7日）

| 公職          | 公職                                      | 公職                 |
| ------------- | ----------------------------------------- | -------------------- |
| 先代 張錫潤   | 大韓民国内務部長官 第8代：1952            | 次代 金泰善          |
| 先代 （創設） | 大韓民国国務総理 初代：1948 - 1950        | 次代 申性模 （代理） |
| 先代 （創設） | 大韓民国国防部長官 初代：1948 - 1949      | 次代 申性模          |
| 外交職        |                                           |                      |
| 先代 申錫雨   | 在中華民国大韓民国大使 第2代：1950 - 1951 | 次代 金弘壹          |